# Diferente (álbum de Zezé Di Camargo & Luciano)
Diferente é um álbum ao vivo da dupla sertaneja brasileira Zezé Di Camargo & Luciano. Foi lançado em 2 de outubro de 2006, e teve as participações especiais de Ivete Sangalo no single "Amor Que Fica", de Chico Buarque na canção "Minha História", e de Sylvinha Araújo na canção internacional "How Can I Go On?".

## Faixas
| N.º | Título                                     | Compositor(es)                                       | Duração |  |
| 1.  | "Amor Que Fica" (part. Ivete Sangalo*)     | Juarez / Roger / Tivas                               | 3:13    |  |
| 2.  | "Diz Pro Meu Olhar"                        | César Augusto / Zezé Di Camargo                      | 3:39    |  |
| 3.  | "Foi Só Engano"                            | Antonio Luiz / Cecílio Nena / César Augusto          | 4:51    |  |
| 4.  | "Minha História" (part. Chico Buarque)     | João do Valle / Raymundo Evangelista                 | 4:07    |  |
| 5.  | "A Saudade é Uma Pedra"                    | Nino / Tivas                                         | 3:56    |  |
| 6.  | "Tempo Perdido"                            | César Augusto / Antonio Luiz / Juno                  | 3:27    |  |
| 7.  | "Nunca Mais Ficar Sozinho"                 | Zezé Di Camargo / César Augusto / Cláudio Noam       | 4:06    |  |
| 8.  | "Tô Com a Maior Moral"                     | César Augusto / Cecílio Nena                         | 3:23    |  |
| 9.  | "Que Seja Bem-Vinda"                       | Zezé Di Camargo / Piska                              | 3:47    |  |
| 10. | "Essa Noite"                               | Zé Henrique / Gabriel                                | 3:16    |  |
| 11. | "Olha Eu Aí"                               | Tivas / Paulinho Levi                                | 3:51    |  |
| 12. | "Hey Jude"                                 | John Lennon / Paul McCartney (versão: Rossini Pinto) | 5:10    |  |
| 13. | "How Can I Go On?" (part. Sylvinha Araújo) | Freddie Mercury / Mike Mohan                         | 4:08    |  |

- A faixa "Amor Que Fica" foi tema da minissérie Amazônia, de Galvez a Chico Mendes, da Rede Globo.

## Certificações
| Brasil (Pro-Música Brasil)                | Platina | 2006 | 100.000* |
| *número de vendas baseado na certificação |         |      |          |